# دوشان تبة (مقاطعة تشالدران)
دوشان تبة (بالفارسية: دوشان تپه) هي مستوطنة تقع في قسم تشالدران الجنوبي الريفي (مقاطعة تشالدران) في إيران. يقدر عدد سكانها بـ 59 نسمة .